# Diecezja Jardim
Diecezja Jardim (łac. Dioecesis Viridariensis) – diecezja Kościoła rzymskokatolickiego w Brazylii. Należy do metropolii Campo Grande, wchodzi w skład regionu kościelnego Oeste 1. Została erygowana przez papieża Jana Pawła II bullą Spiritalibus necessitatibus w dniu 30 stycznia 1981.